# هادی (خلیفه)
ابومحمد موسی هادی (نام کامل وی: أبو محمد موسی الهادی بن محمد المهدی بن أبی جعفر المنصور) (۱۶۹–۱۷۰ ه‍.ق) چهارمین خلیفه عباسی در بغداد بود؛ او در سال ۷۶۶ میلادی در ری، ایران زاده شد. پس از مرگ پدرش در سال ۷۸۶ میلادی، هادی خلافت را برعهده گرفت ولی حکمرانی وی شدیداً تحت تأثیر قدرت و نفوذ خیزران ملکه پرنفوذ خلافت عباسیان و مادر هادی بود. هادی بنا به وصیت پدرش، به جنگ با زنادقه پرداخت. او فرزند بزرگ مهدی و ولیعهد وی بود. برخی از مورخان بر این باورند که هادی به مرگ طبیعی درگذشت و برخی او را کشته شده می‌دانند. هادی در سال ۷۸۷ میلادی درگذشت و به اعتقاد مورخان وی به دست مادرش خیزران مسموم شد چرا که هادی نمی‌خواست مادرش بر امور سیاسی دخالت مستقیم کند و تمام دستگاه خلافت عباسی را اداره کند و در نبودش حکمرانی به صورت مستقل کند به همین خاطر خیزران با کودتایی که در دربار انجام داد، تمام افراد وابسته به هادی را قتل‌عام کرد و در شبی که قرار بود یحیی برمکی به دستور هادی کشته شود، به دستور خیزران، هادی کشته شد و برادرش هارون الرشید به سلطنت رسید.

## وقایع مهم دوران خلافت
- قیام صاحب فخ: در سال ۱۶۹هجری حسین بن علی که یکی از نوادگان حسن بود در مدینه بر ضد خلیفه قیام نمود و در همین سال به دست عمال خلیفه در نزدیکی مکه به قتل رسید.
- در دوران خلافت هادی ویدوکیند سردار ساکی تسلیم فرانک‌ها شد و از دین عیسی پیروی کرد.
- در دوران خلافت هادی در سال ۱۶۸ هجری جماعتی از طرفداران آل علی در مدینه قیام کردند و در میان ایشان کسی بود به نام ادریس بن عبدالله بن حسن بن حسن بن علی بن ابی طالب. چون عمال خلفا شورش را خواباندند، ادریس به مصر فرار کرد از آنجا به مراکش رفت و در ناحیه سته سلسله علوی را تحت نام ادارسه ادریسیان تأسیس کرد.